# Australian National University
Australian National University (ANU) er et offentligt universitet beliggende i Australiens hovedstad, Canberra. I alt har universitetet 12.500 studerende og 3.600 videnskabelige ansatte.
Universitetet blev grundlagt i 1946 af staten – som det eneste universitet i landet. Formålet var at styrke landets forskning. Siden 1960 har universitetet også udbudt uddannelser på bachelorniveau. 
ANU nyder stor anseelse og er af flere internationale rangordninger af universiteter, bl.a. Times Higher Education Supplement placeret som det bedste i Australien. Fem modtagere af Nobelprisen er eller har været ansat ved universitetet.